# Chorley (borough)
Chorley – dystrykt w hrabstwie Lancashire w Anglii.

## Miasta
- Adlington
- Chorley

## Inne miejscowości
Abbey Village, Anderton, Astley Village, Bolton Green, Bretherton, Brindle, Brinscall, Buckshaw Village, Charnock Richard, Clayton Brook, Clayton-le-Woods, Coppull, Croston, Cuerden, Euxton, Heapey, Heath Charnock, Heskin, Hoghton, Mawdesley, Riley Green, Rivington, Roddlesworth, Ulnes Walton, Wheelton, White Coppice, Whittle-le-Woods, Withnell.

## Civil parish
Chorley ma 23 jednostki samorządu terytorialnego: Adlington, Anderton, Anglezarke, Astley Village, Bretherton, Brindle, Charnock Richard, Clayton-le-Woods, Coppull, Croston, Cuerden, Eccleston, Euxton, Heapey, Heath Charnock, Heskin, Hoghton, Mawdesley, Rivington, Ulnes Walton, Wheelton, Whittle-le-Woods, Withnell.